# Camp lliure gaussià
En teoria de la probabilitat i mecànica estadística, el camp lliure gaussià (GFF) és un camp aleatori gaussià, un model central de superfícies aleatòries (funcions d'alçada aleatòries).
La versió discreta es pot definir en qualsevol graf, normalment una xarxa en un espai euclidià d-dimensional. La versió contínua es defineix sobre Rd o sobre un subdomini limitat de Rd. Es pot considerar com una generalització natural del moviment brownià unidimensional a d dimensions temporals (però encara una d'espai): és una funció aleatòria (generalitzada) des de Rd fins a R. En particular, la versió GFF contínua unidimensional és simplement el moviment brownià unidimensional estàndard o pont brownià en un interval.
En la teoria de superfícies aleatòries, també s'anomena cristall harmònic. També és el punt de partida per a moltes construccions en teoria quàntica de camps, on s'anomena camp lliure bosònic sense massa euclidià. Una propietat clau del GFF bidimensional és la invariància conformal, que el relaciona de diverses maneres amb l'evolució de Schramm-Loewner; vegeu Sheffield (2005) i Dubédat (2009).
De manera similar al moviment brownià, que és el límit d'escalat d'una àmplia gamma de models de camí aleatori discret (vegeu el teorema de Donsker ), el GFF continu és el límit d'escalat no només del GFF discret en reticles, sinó també de molts models de funcions d'alçada aleatòries, com ara la funció d'alçada de mosaics dòmino planars aleatoris uniformes, vegeu Kenyon (2001). El GFF planar també és el límit de les fluctuacions del polinomi característic d'un model de matriu aleatòria, el conjunt de Ginibre, vegeu Rider & Virág (2007).
L'estructura de la GFF discreta en qualsevol graf està estretament relacionada amb el comportament de la caminada aleatòria simple sobre el graf. Per exemple, la funció de funció aleatoria discreta (GFF) juga un paper clau en la demostració de Ding, Lee & Peres (2012) de diverses conjectures sobre el temps de cobertura dels grafs (el nombre esperat de passos que triga la caminada aleatòria a visitar tots els vèrtexs).

## Definició del GFF discret

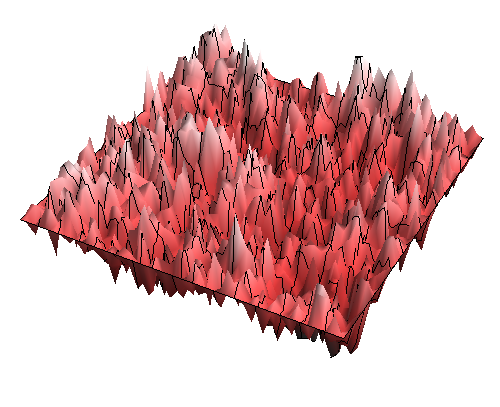
Aquest gràfic de superfície mostra una mostra del camp lliure gaussià discret definit als vèrtexs d'una malla quadrada de 60 per 60, amb condicions de contorn zero. Els valors del DGFF als vèrtexs s'interpolen linealment per donar una funció contínua.

Sigui P (x , y) sigui el nucli de transició de la cadena de Màrkov donada per una caminada aleatòria sobre un graf finit G (V , E). Sigui U un subconjunt fix i no buit dels vèrtexs V, i prenguem el conjunt de totes les funcions amb valors reals {\displaystyle \varphi } amb uns valors prescrits U. Aleshores definim un hamiltonià per
{\displaystyle H(\varphi )={\frac {1}{2}}\sum _{(x,y)}P(x,y){\big (}\varphi (x)-\varphi (y){\big )}^{2}.}
Aleshores, la funció aleatòria amb densitat de probabilitat proporcional a {\displaystyle \exp(-H(\varphi ))} respecte a la mesura de Lebesgue sobre {\displaystyle \mathbb {R} ^{V\setminus U}} s'anomena GFF discret amb frontera U.
No és difícil demostrar que el valor esperat {\displaystyle \mathbb {E} [\varphi (x)]} és l'extensió harmònica discreta dels valors de frontera de U (harmònic respecte al nucli de transició P), i les covariàncies {\displaystyle \mathrm {Cov} [\varphi (x),\varphi (y)]} són iguals a la funció discreta de Green G ( x , i ).
Així doncs, en una frase, el GFF discret és el camp aleatori gaussià sobre V amb una estructura de covariància donada per la funció de Green associada al nucli de transició P.

## El camp continu
La definició del camp continu utilitza necessàriament alguna maquinària abstracta, ja que no existeix com a funció d'alçada aleatòria. En canvi, és una funció generalitzada aleatòria, o en altres paraules, una distribució de probabilitat sobre distribucions (amb dos significats diferents de la paraula "distribució").
Donat un domini Ω⊆ R n, considerem el producte intern de Dirichlet
{\displaystyle \langle f,g\rangle :=\int _{\Omega }(Df(x),Dg(x))\,dx}
per a funcions suaus ƒ i g sobre Ω, coincidint amb alguna funció de frontera prescrita sobre {\displaystyle \partial \Omega }, on {\displaystyle Df\,(x)} és el vector gradient a {\displaystyle x\in \Omega }. Aleshores, prenem la clausura de l'espai de Hilbert respecte a aquest producte intern, que és l'espai de Sobolev {\displaystyle H^{1}(\Omega )}.
El continu GFF {\displaystyle \varphi } en {\displaystyle \Omega } és un camp aleatori gaussià indexat per {\displaystyle H^{1}(\Omega )}, és a dir, una col·lecció de variables aleatòries gaussianes, una per a cada {\displaystyle f\in H^{1}(\Omega )}, denotada per {\displaystyle \langle \varphi ,f\rangle }, de manera que l'estructura de covariància és {\displaystyle \mathrm {Cov} [\langle \varphi ,f\rangle ,\langle \varphi ,g\rangle ]=\langle f,g\rangle } per a tots {\displaystyle f,g\in H^{1}(\Omega )}.
Aquest camp aleatori existeix, i la seva distribució és única. Donada qualsevol base ortonormal {\displaystyle \psi _{1},\psi _{2},\dots } de {\displaystyle H^{1}(\Omega )} (amb la condició de contorn donada), podem formar la suma infinita formal
{\displaystyle \varphi :=\sum _{k=1}^{\infty }\xi _{k}\psi _{k},}
on el {\displaystyle \xi _{k}} són variables normals estàndard iid. Aquesta suma aleatòria gairebé segurament no existirà com a element de {\displaystyle H^{1}(\Omega )}, ja que si ho fes llavors
{\displaystyle \langle \varphi ,\varphi \rangle =\sum _{k=1}^{\infty }\xi _{k}^{2}=\infty \quad {\textrm {a.s.}}}
Tanmateix, existeix com una funció generalitzada aleatòria, ja que per a qualsevol {\displaystyle f\in H^{1}(\Omega )} tenim
{\displaystyle f=\sum _{k=1}^{\infty }c_{k}\psi _{k},{\text{ with }}\sum _{k=1}^{\infty }c_{k}^{2}<\infty ,}
per tant
{\displaystyle \langle \varphi ,f\rangle :=\sum _{k=1}^{\infty }\xi _{k}c_{k}}
és una variable aleatòria gaussiana centrada amb variància finita {\displaystyle \sum _{k}c_{k}^{2}.}

### Cas especial:n= 1
Tot i que l'argument anterior demostra que {\displaystyle \varphi } no existeix com a element aleatori de {\displaystyle H^{1}(\Omega )}, encara podria ser que sigui una funció aleatòria en {\displaystyle \Omega } en un espai funcional més ampli. De fet, en dimensió {\displaystyle n=1}, una base ortonormal de {\displaystyle H^{1}[0,1]} ve donat per
{\displaystyle \psi _{k}(t):=\int _{0}^{t}\varphi _{k}(s)\,ds\,,} on {\displaystyle (\varphi _{k})} formen una base ortonormal de {\displaystyle L^{2}[0,1]\,,}
i després {\displaystyle \varphi (t):=\sum _{k=1}^{\infty }\xi _{k}\psi _{k}(t)} es veu fàcilment com un moviment brownià unidimensional (o pont brownià, si els valors de contorn per a {\displaystyle \varphi _{k}} estan configurats d'aquesta manera). Així doncs, en aquest cas, és una funció contínua aleatòria (que no pertany a {\displaystyle H^{1}[0,1]}, però). Per exemple, si {\displaystyle (\varphi _{k})} és la base de Haar, aleshores aquesta és la construcció de Lévy del moviment brownià, vegeu, per exemple, la secció 3 de Peres (2001).
D'altra banda, per {\displaystyle n\geq 2} de fet, es pot demostrar que només existeix com una funció generalitzada, vegeu Sheffield (2007)

### Cas especial:n= 2
En dimensió n = 2, la invariància conformal del GFF continu es desprèn de la invariància del producte intern de Dirichlet. La teoria de camps conformals bidimensional corresponent descriu un bosó escalar lliure sense massa.